# IK Sirius Fotboll
El IK Sirius Fotboll es un equipo de fútbol de Suecia que juega en la Allsvenskan, primera división de fútbol en el país.

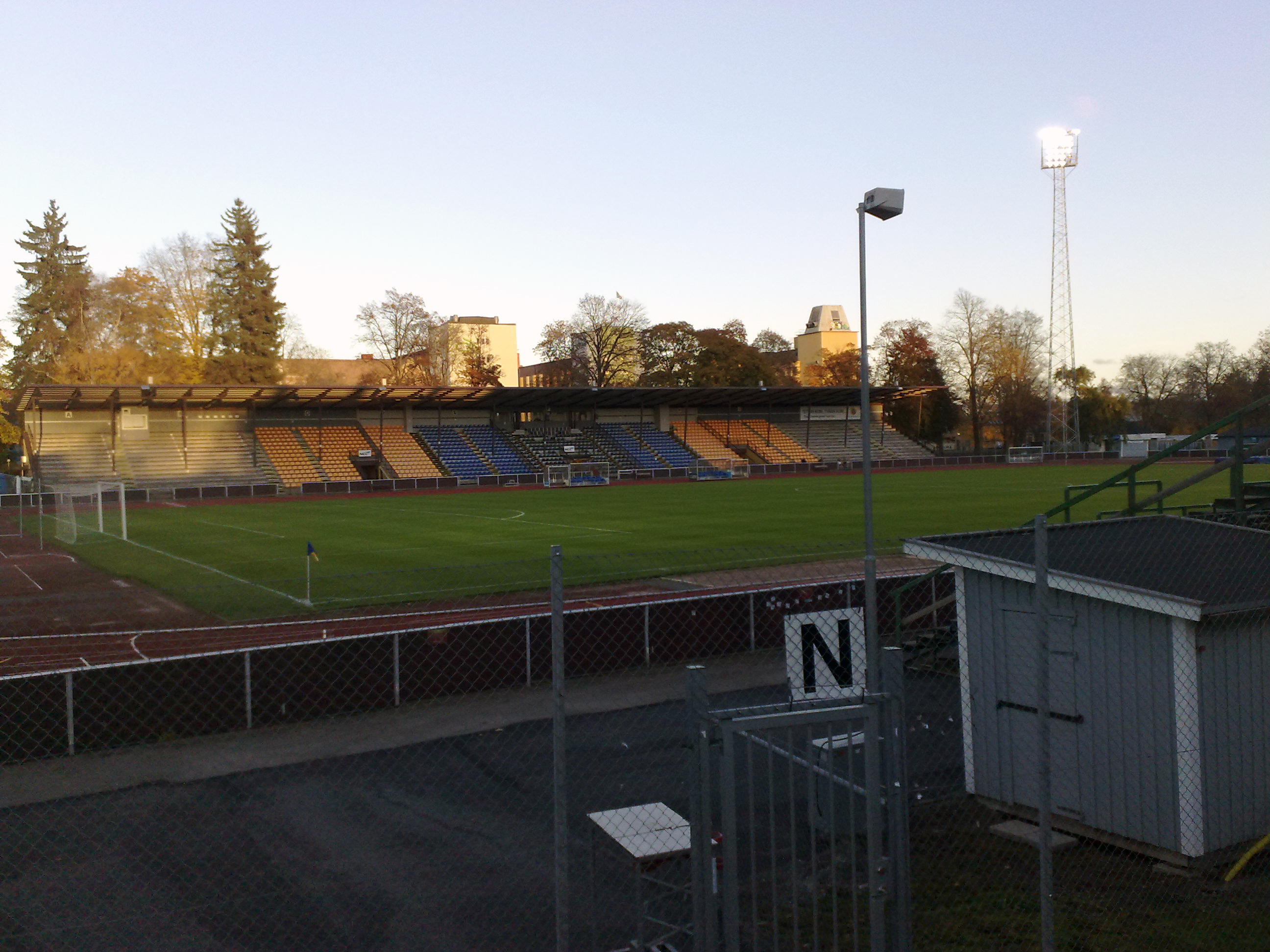
El estadio del IK Sirius es el Studenternas IP.

## Historia
Fue fundado en el año 1907 en la ciudad de Uppsala como parte del club multideportivo IK Sirius, el cual también cuenta con una sección en bandy.
Su primer logro importante se dio en el año 1924 cuando alcanzaron la final de la Svenska Mästerskapet, la cual perdieron 0-5 ante el Fässbergs IF. Luego pasaron 40 años para que consiguieran el ascenso a la Allsvenskan por primera vez en su historia en el año 1968, pero el club descendió en su año de debut.
En 1973 retorna a la máxima categoría, pero esta vez duraron un poco más de tiempo, en el cual se distinguieron por los jugadores que salieron del club como Roland Grip, quien formó parte de la selección nacional en esos años.
Luego de descender en 1974, el club pasó por un periodo de oscurantismo, que lo llevó a jugar a la cuarta división en la década de los años 80, alternando categorías con la tercera división hasta que en el año 2007 celebró su centenario jugando por primera vez en la Superettan, pero descendieron en la temporada 2010 y retornaron a la segunda categoría en el año 2013, mismo año donde han tenido su mejor participación en la Copa de Suecia en donde fueron eliminados en los cuartos de final por el Östers IF.
El 24 de octubre de 2016 vencen al Halmstads BK con marcador de 1-0 y logran el ascenso a la Allsvenskan por primera vez en 42 años.
En 2017 Sirius terminó en séptimo lugar en Allsvenskan.

## Palmarés
- Superettan (1): 2016
- Division 1 Norra (1): 2013
- Division 2 Östra Svealand (1): 1997

## Jugadores

### Jugadores destacados

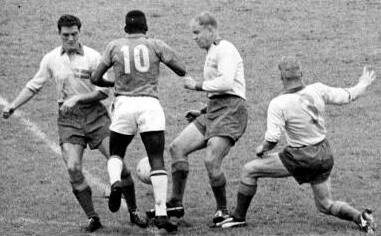
Sigge Parling a la derecha de Pelé durante la final del mundial de Suecia 1958.

| - Sigge Parling - Hans Mild - Per Hansson - Leif Eriksson - Roland Grip - Hasse Nilsson - Jano Alicata - Morgan Hedlund - Hans Selander | - Henrik Östlin - Golli Hashempour - Vadym Yevtushenko - Ola Andersson - Klebér Saarenpää - Darren Foreman - Kjell Johansson - Abdul Razak - Kebba Ceesay |

## Clubes afiliados
- Upplands Fotbollförbund.[1]